# Molik Khan
Molik Jesse Khan (San Fernando, Trinidad y Tobago; 8 de abril de 2004) es un futbolista trinitense. Juega de centrocampista y su equipo actual es el AS Trencin de la Superliga de Eslovaquia. Es internacional absoluto por la selección de Trinidad y Tobago desde 2021.

## Trayectoria
Khan comenzó su carrera a los 15 años en el W Connection. A cumplir los 18, firmó contrato en el Minnesota United estadounidense, quienes lo enviaron a préstamo su equipo reserva.

## Selección nacional
Debutó en la selección de Trinidad y Tobago en enero de 2022 ante Bolivia por un amistoso.
Fue citado a la Copa de Oro de la Concacaf 2023.

### Participaciones en copas continentales
| Copa                            | Sede           | Resultado      |
| ------------------------------- | -------------- | -------------- |
| Copa de Oro de la Concacaf 2023 | Estados Unidos | Fase de grupos |

## Clubes
| Club                  | País              | Año           |
| --------------------- | ----------------- | ------------- |
| W Connection          | Trinidad y Tobago | 2019-2020     |
| Club Sando F.C.       | Trinidad y Tobago | 2020-2022     |
| Minnesota United FC 2 | Estados Unidos    | 2022-2024     |
| AS Trencin            | Eslovaquia        | 2025-presente |